# Мейе, Аксель
Аксе́ль Мейе́ (фр. Axel Méyé; 6 июня 1995, Либревиль, Габон) — габонский футболист, нападающий клуба «Париж» и национальной сборной Габона. Участник летних Олимпийских игр 2012 года.

## Карьера

### В клубе
С 2012 года выступает за клуб «Битам» из одноимённого города.

### В сборной
В июле 2012 года главный тренер олимпийской сборной Габона Клод Альбер Мбуруно вызвал Акселя для участия в Играх. На турнире Мейе дебютировал в первом матче против Швейцарии, выйдя на замену на 74-й минуте вместо Алена Ноно.